# Louis Fillon
Pour les articles homonymes, voir Fillon (homonymie).
Louis Fillon, né le 1er août 1877 à Vineuil (Indre) et mort le 2 janvier 1943 à Bourges, est un prélat français, évêque de Langres de 1929 à 1934, puis archevêque de Bourges de 1934 à 1943.

## Biographie
Louis Joseph Fillon est ordonné prêtre le 29 janvier 1901 et devient curé de Saint-Léon de Paris.
Il est ordonné évêque de Langres le 29 septembre 1929, consacré par le primat des Gaules Louis-Joseph Maurin (1859-1936). Il est transféré à Bourges en 1935 et devient ainsi archevêque.
Son grand œuvre fut l'achat en 1935 du château du Grand-Chavanon, à Neuvy-sur-Barangeon, pour y installer le petit séminaire du diocèse de Bourges sous le vocable de Saint-Louis qui perdura de 1937 à 1970.
Arrêté fin décembre 1942 par un contingent de la Wehrmacht alors qu'il tentait de franchir la ligne de démarcation (cette frontière intérieure divisait alors le territoire de son diocèse), il prend froid et meurt de pneumonie dans une clinique de Bourges le 2 janvier 1943.

## Succession apostolique
Louis Fillon a ordonné les évêques suivants :
- Évêque Jean-Joseph-Léonce Villepelet (1936)